# Cathédrale Notre-Dame d'Anvers
Pour les articles homonymes, voir Cathédrale Notre-Dame.
La cathédrale Notre-Dame (en néerlandais Onze-Lieve-Vrouwekathedraal) à Anvers (Antwerpen) en Belgique, dédiée à la Vierge Marie, est la cathédrale du diocèse du même nom. Construite de 1352 à 1521 elle est un des cinq monuments religieux majeurs de la ville d'Anvers  (Belgique) avec l’église Saint-Charles-Borromée, l’église Saint-André, l’église Saint-Jacques et l’église Saint-Paul.
Le clocher de Notre-Dame d’Anvers fait partie d’un groupe de 56 beffrois et clochers de Belgique et de France inscrits sur la liste du patrimoine mondial ID 943-016 de l’UNESCO.

## Historique

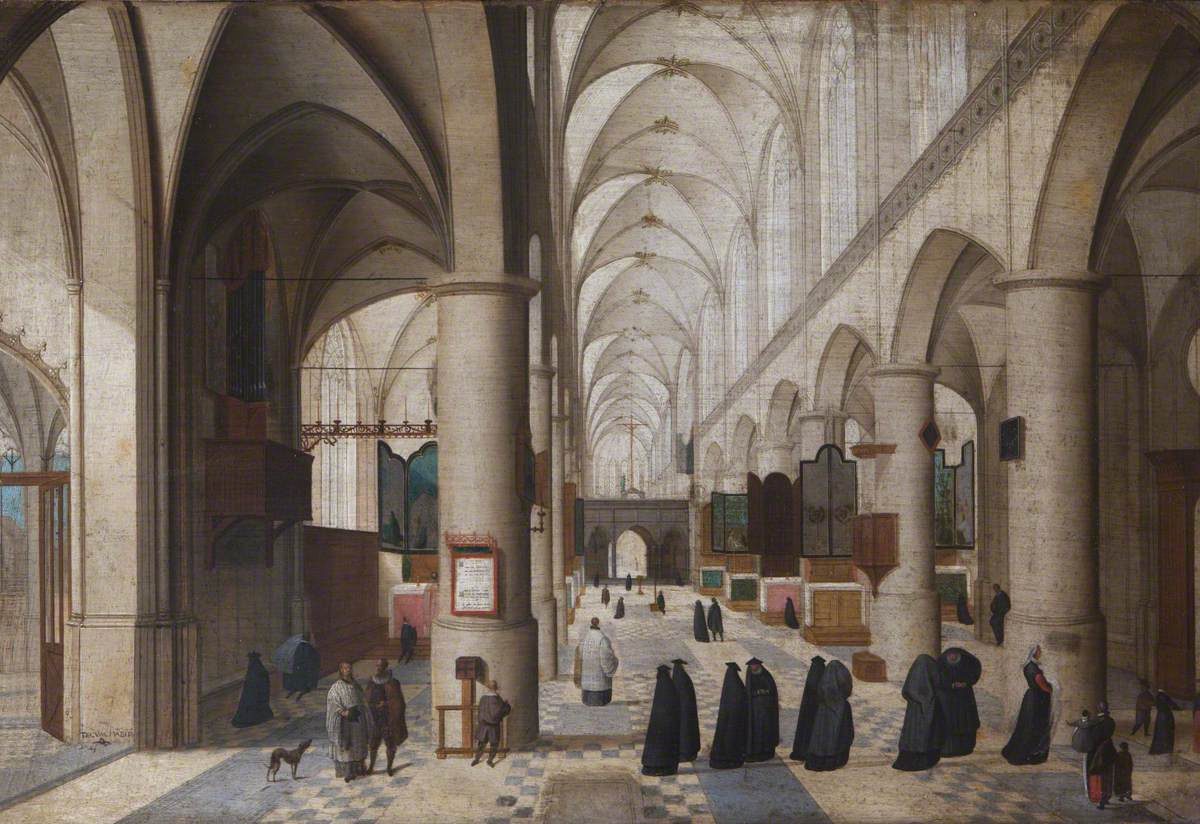
Intérieur de la cathédrale d'Anvers. Hendrik van Steenwijk I.

L’église actuelle, achevée en 1520, après 169 ans de construction, remplace une ancienne chapelle romane construite au Xe siècle au même endroit, dédiée à Marie, transformée en église romane en 1123 à l’occasion de la fondation de la paroisse.
De 1350 à 1520, les Anversois élèvent la plus grande église gothique des Pays-Bas (5 nefs originellement, qui furent portées au nombre de 7).
L’empereur Charles Quint a l’ambition de construire une église beaucoup plus vaste. Le projet, appelé nieuw werck, prévoyait de construire une église trois fois plus grande que l'édifice existant et dotée de cinq tours, mais l’incendie dans la nuit du 5 au 6 octobre 1533 mit fin à ce rêve.
En 1559, lors de la création du diocèse d'Anvers, l'église est consacrée avec un statut de cathédrale. Elle reste cathédrale de 1559 à 1801, date à laquelle le diocèse fut supprimé par le concordat conclu entre le Premier Empire napoléonien et le pape Pie VII.
Elle est pillée et dégradée le 19 août 1566 puis à nouveau en 1581 par les iconoclastes. En 1585, après la prise d'Anvers par Alexandre Farnèse, elle est rendue au culte catholique et en partie réaménagée dans le style baroque, puis en style néoclassique au XVIIIe siècle. Elle pâtit ensuite des réquisitions imposées par les révolutionnaires venus de France en 1794. De nombreux tableaux furent transportés à Paris.
Au rétablissement du diocèse d'Anvers (1961) elle récupère son statut de cathédrale, et à la fin du XXe siècle elle fait l'objet d'une grande restauration sur des bases scientifiques, d'abord de la façade ouest, puis des portails et de la tour avant que les restaurateurs n’entament leur travail à l'intérieur du monument (nef, et chœur, puis chapelles périphériques).

## Description générale

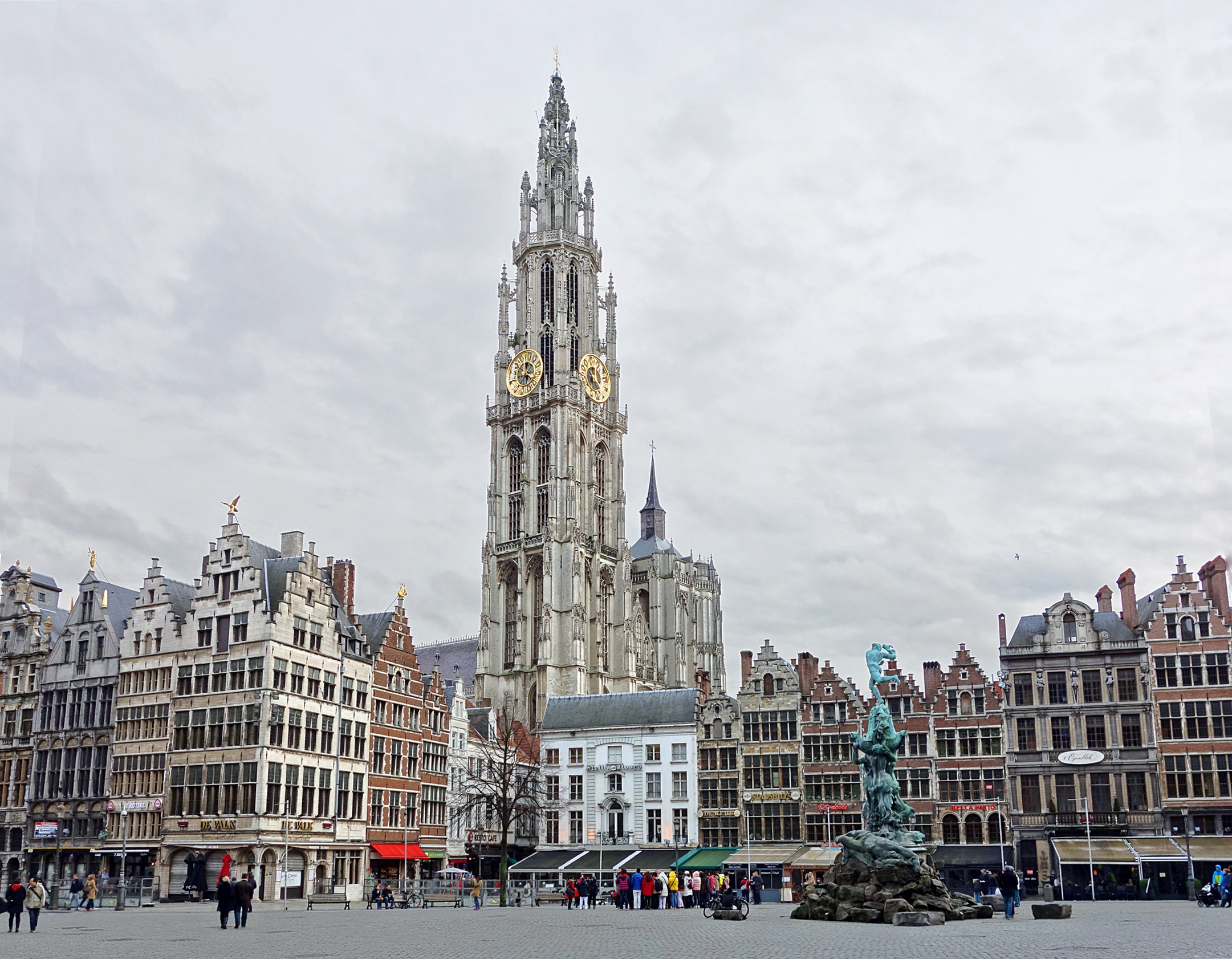
Vue de la cathédrale depuis la Grand Place.

C’est une église gothique en forme de croix latine, dont la construction dura presque deux siècles : de 1352 à 1521. La cathédrale est un des sommets de l’art gothique brabançon, mais représente un type particulier au sein de ce style. Ainsi, on ne retrouve pas dans la nef les colonnes cylindriques surmontées de chapiteaux à double rangée de feuilles de chou comme à Bruxelles ou Malines, mais bien des piliers complexes dont les colonnettes s’élancent d’un seul jet du sol jusqu’aux voûtes d’ogives. De plus, les grandes arcades situées entre le vaisseau central et les bas-côtés, sont exceptionnellement larges et le triforium a été abandonné. À sa place, on retrouve une frise qui surmonte le niveau des grandes arcades.
Enfin, le bloc-façade occidental (Westbau) avec ses trois portails et ses deux tours, inspiré de la cathédrale de Bruxelles, est de style français, mais sans rosace.
Le joyau de la cathédrale est sa tour nord de style gothique brabançon flamboyant qui mesure 123 mètres de haut.
Une partie du mobilier et des peintures intérieures est de style néogothique. De nombreuses pierres tombales sont insérées dans le dallage.

## Quelques dimensions
- La nef comporte sept vaisseaux.

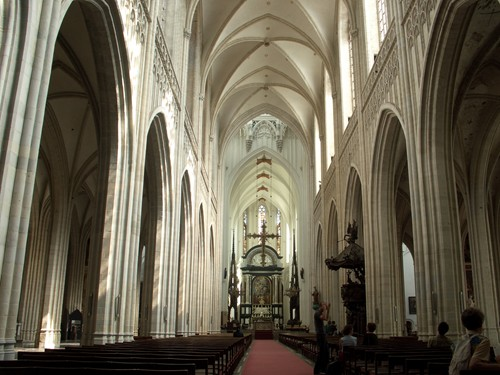
Vue de la nef centrale de la cathédrale

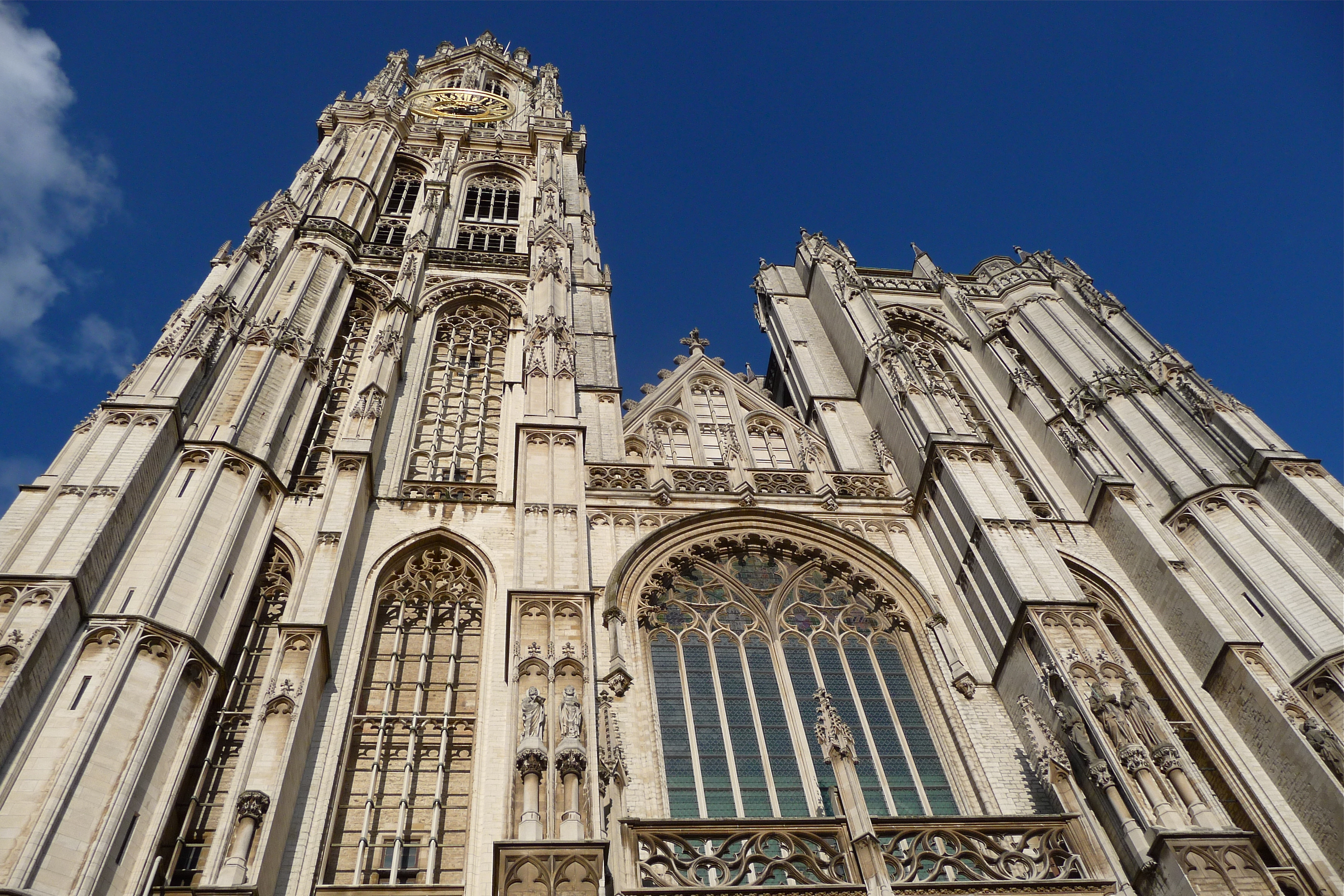
Façade occidentale de la cathédrale Notre-Dame d'Anvers

- Longueur intérieure : 119 mètres (cathédrale Notre-Dame de Paris : 123 mètres pour la tour nord).
- Largeur maximale intérieure de la nef : 53,50 m.
- Longueur intérieure du transept : 76 mètres (Paris : 48 mètres).
- Hauteur sous voûte de la nef : 28 mètres (contre 33,5 mètres pour Notre-Dame de Paris, 36 pour le chœur de Notre-Dame de Tournai et 42,3 pour Notre-Dame d'Amiens).
- Hauteur de la voûte au niveau de la coupole de la croisée du transept : 43 mètres.
- Hauteur de la tour nord : 123 mètres (contre 142 mètres pour la cathédrale de Strasbourg et 151 pour celle de Rouen).
- Hauteur de la tour sud inachevée : 65,30 mètres.
- Superficie intérieure totale : plus ou moins 8 000 m2 (soit plus que la cathédrale Notre-Dame d'Amiens, la plus vaste de France).
- Surface du toit : plus de 10 000 m2.
- Nombre de piliers et colonnes : 125.
- Nombre de baies vitrées : 128 (dont 55 vitraux).
- La cathédrale peut accueillir quelque 25 000 personnes.

## Les tours

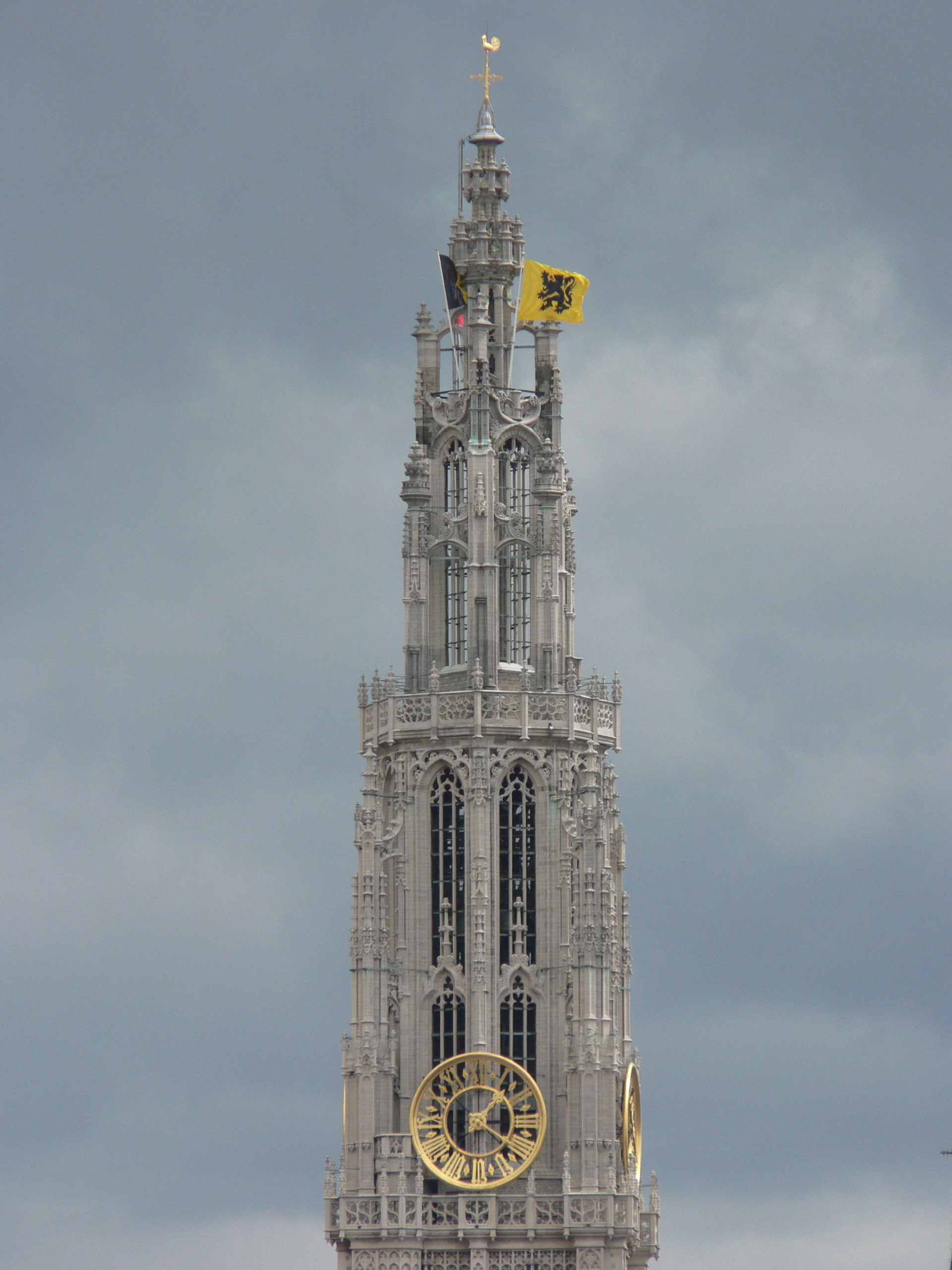
La grande tour nord, vue de la rive gauche de l’Escaut

La cathédrale d'Anvers comporte trois tours.
La tour nord, qui mesure environ 123 mètres de haut, fut financée par la ville. Remarquable de légèreté et d'élégance, elle constitue un beau chef-d'œuvre du style gothique flamboyant. Elle est la plus haute tour de toutes les églises du Benelux.
La tour sud, qui mesure 65 m, était prévue de même hauteur et symétrique par rapport à la tour nord. Elle devait être financée par la paroisse. Elle reste inachevée parce qu'il y avait des plans pour une église encore plus grande. Aucune des deux tours n'a d'ailleurs atteint la hauteur prévue dans les plans.
En 2010, la ville a organisé un concours pour imaginer une manière d'achever la tour sud afin « de jouer avec l'idée d'absence, générer l'intérêt ». Le concours reposait sur l'idée qu'« en mettant l'accent sur l'absent, on met en valeur la structure ». Le règlement du concours ne demandait pas forcément un projet réalisable : les productions reçues constituaient le plus souvent des variations sur le thème de l'absence de cette tour qu'un véritable projet.
Enfin, la cathédrale possède une tour-lanterne à trois étages de fenêtres, surmontée d'un énorme bulbe. Elle s'élève au-dessus de la croisée du transept. Elle est destinée à améliorer l'éclairage du vaste édifice rendu sombre par l'éloignement du vaisseau central et du chœur par rapport aux baies latérales.

## Œuvres d'art majeures

### Peintures

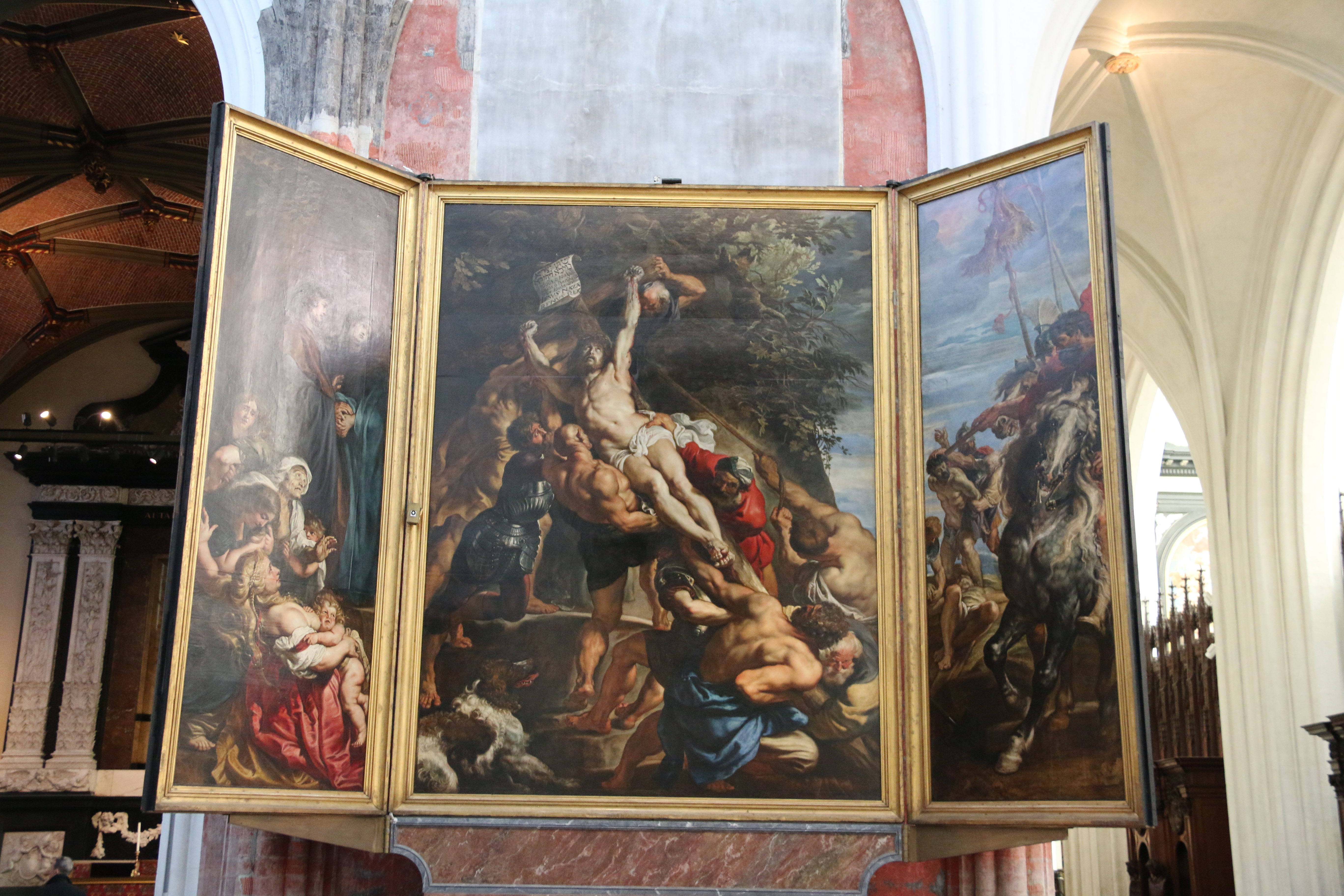
L'Élévation de la croix, de Pierre Paul Rubens - Cathédrale Notre-Dame d'Anvers

La cathédrale abrite quelques chefs-d'œuvre majeurs de la peinture flamande, dont 8 tableaux monumentaux peints par Pierre Paul Rubens spécialement pour la cathédrale :
- L'Érection de la croix - triptyque de Rubens (huile sur panneau de 4,60 m × 3,40 m pour le panneau central et 4,60 m × 1,50 m pour les panneaux latéraux). Ce tableau a été conçu pour le maître-autel de l'ancienne église Sainte-Walburge près du Steen, et transféré à la cathédrale en 1816.
- L'Assomption de la Vierge - de Rubens ; huile sur toile peinte (en grande partie dans la cathédrale même) en 1625-1626 sur un format de 4,90 m × 3,25 m. Ce tableau a été disposé à la place de l'ancien retable ôté en 1581.
- Descente de Croix - du même Rubens, peinte en 1612 sur un panneau monumental de 4,21 m × 3,11 m, agrémenté de deux panneaux latéraux de 4,21 m × 1,53 m. C'est l'un des tableaux les plus célèbres du maître, commandé par la corporation des arquebusiers dont le patron est saint Christophe.
- La Résurrection du Christ a été terminée en 1612 par Rubens sur un panneau (triptyque) de taille plus modeste (panneau central de 138 × 198 cm et deux panneaux latéraux de 138 × 40 cm). Ce tableau est une épitaphe à Jan Moretus et Martina Plantin, deux membres fondateurs de la dynastie des Plantin-Moretus (célèbres imprimeurs anversois), les commanditaires étant figurés sur les panneaux latéraux.

On y admire encore aussi :
- Les restes d'une fresque murale (L'Homme des douleurs) anonyme du début du XVe siècle (en hauteur, sur le mur de l'ancienne chapelle de la circoncision, à l'entrée de la cathédrale).
- La Dormition de la Vierge (Marie est la patronne de la cathédrale). Ce tableau est accroché au fond de l'église, derrière le maître-autel. Il a été réalisé par Abraham Matthijs en 1633 sur une toile monumentale (5 m × 3,25 m) dans le cadre d'une série consacrée à Marie (avec L'Assomption de Rubens au-dessus du maître-autel et L'Assomption dans la coupole de Cornelis Schut).
- L'Assomption de la Vierge de Cornelis Schut. Cette toile ronde de grandes dimensions (5,8 m de diamètre) a été terminée en 1647 et disposée en hauteur (43 m), sous la coupole. Une perspective en trompe-l'œil donne l’impression au spectateur que la coupole est ouverte sur le ciel.
- Un triptyque peint par Jacob de Backer (vers 1580) en mémoire de Christopher Plantin, dont le panneau central, monumental, représente le jugement dernier.
- La Face du Christ dite Vera effigies, peinture à l'huile sur marbre blanc, peut-être de l'école germanique, datée de la fin du XVIIe siècle (38 cm × 32 cm).

#### Exposition «Les Chefs-d'œuvre du Musée Royal réunis dans la Cathédrale»
Depuis le 5 juin 2009, la cathédrale a retrouvé et expose une série de retables qui avaient été enlevés lors de l'occupation française au début du XIXe siècle. Ces œuvres font partie des collections du musée royal des Beaux-Arts d'Anvers depuis 1815.
- Christ à la paille, (1618), de Pierre Paul Rubens, épitaphe de Jan Michielsen et Maria Maes.
- Adoration des Bergers, (1568), de Frans Floris, retable de la corporation des jardiniers.
- Le combat des anges rebelles, (1554), de Frans Floris, retable de la guilde des hallebardiers.
- Adoration des Mages, (ca. 1615), de Artus Wolffort, retable pour la corporation des tailleurs.
- Saint Luc peignant la Vierge, (1602), de Maarten de Vos, Otto van Veen et Ambrosius Francken, retable de la guilde de Saint-Luc.
- La prédication de saint Jean-Baptiste, (ca. 1622), de Hendrick van Balen, triptyque de la corporation des menuisiers.
- La déploration du Christ, (1509), de Quentin Metsys, retable de la corporation des menuisiers.
- La prédication de saint Éloi, évêque de Noyon, (1588), de Ambrosius Francken, retable de la corporation des forgerons.
- Jugement dernier avec les sept œuvres de Miséricorde, (ca. 1517-1524/25), de Bernard van Orley, retable des aumôniers de la chambre des pauvres.

### Sculptures
- Madone, en marbre de Carrare. C'est une pièce anonyme réputée comme un bel exemple de la sculpture gothique du XIVe siècle, issue de l'école mosane. Elle est attribuée au « Maître des madones en marbre du pays mosan », de 1,27 m de hauteur, et supposée avoir été réalisée aux environs de Liège vers 1350. Elle fut installée dans la cathédrale en 1866.
- Tabernacle de bois et laiton doré en forme d'Arche de l'alliance, de style rococo tardif, couvert de bas-reliefs préfigurant l'Eucharistie, visible sur l'autel de la Confrérie du très saint sacrement (la confrérie qui l'a commandé). Il aurait été réalisé par Judocus Ignatius Picavet d'après Hendrik Frans Verbrugghen (1654-1724) et par Henricus II de Potter (1725-1781).
- De nombreuses sculptures et ornementations murales
- Les vitraux
- Les lambris de chêne
- Les neuf confessionnaux de 1713 (comme les lambris, ils proviennent de l'abbaye cistercienne Saint-Bernard de Hemiksem, et ont été apportés après la Révolution française)

Entre 1682-1683, les prélats commandent à Guillielmus Kerricx une nouvelle enceinte autour de l'« autel des tonneliers ». Cette œuvre contient d'abondantes références à la tonnellerie et au vin ou au raisin.
En 1798, lors de la période de domination française, l'enceinte fut vendue aux enchères et dispersée en différents éléments, avec une partie du mobilier de la cathédrale.
En 1991, cinq des reliefs de marbre ont été rachetés lors d'une vente chez Christie's à Londres, dont deux achetés par la province d'Anvers. Un sixième relief a été acheté en 1996.
Une dévotion particulière est portée à une sculpture ancienne dite Notre-Dame d'Anvers (noyer polychrome, datée du XVIe siècle, haute de 1,80 m, qui aurait échappé à la phase iconoclaste de 1568. Elle est accompagnée d'une représentation des quatre Évangélistes et surmonte aujourd'hui un globe terrestre et un croissant de lune.

### Orgues
Deux orgues ornent la cathédrale et ses messes :
- Le grand orgue symphonique Schyven de 1891, dont le buffet (1657) a été conçu par le peintre Érasme II Quellin et orné de statues de Pieter Verbrugghen I (en), compte 4 claviers manuels, un pédalier, 90 jeux et 5 770 tuyaux.
- Le nouvel orgue de 1993, construit par la firme suisse Metzler (de) dans le style néo-baroque allemand, comporte 3 claviers, un pédalier, 45 jeux et 3 322 tuyaux.

## Visites
L'édifice est visité par environ 320 000 visiteurs chaque année. Son entretien nécessite 1,5 million d'euros par an, pour partie fournis par le prix payé pour les visites.

## Lieu de tournage
Une équipe de l'émission Secrets d'Histoire a tourné plusieurs séquences dans la cathédrale dans le cadre d'un numéro consacré à Marie de Médicis, intitulé Marie de Médicis ou l'obsession du pouvoir, diffusé le 19 juillet 2018 sur France 2.